# Хороше (Великомихайлівська сільська громада)
Хоро́ше — село в Україні, в Синельниківському районі Дніпропетровської області. Входить до складу Великомихайлівської сільської громади. Населення становить 18 осіб.

## Географія
Село Хороше знаходиться на лівому березі річки Ворона, вище за течією на відстані 1 км розташоване село Вороне, нижче за течією на відстані 0,5 км розташоване село Соснівка.

## Історія
На місці майбутнього села в першій чверті ХХ ст. виник невеликий хутір селянина з інвалідністю. Хутірець назвали відповідно — Інвалід.
Після громадянської війни на хуторі поселилося чимало селян, котрим надали землю для обробітку. Неофіційно жителі стали називати свій хутір Хорошим за чудову місцину, гарні умови для проживання. За поданням місцевої влади Президія Верховної Ради України від 7 березня 1946 року офіційно перейменувала хутір Інвалід на хутір Хороший. З нього утворилося село Хороше.
До 2016 року було у складі орган місцевого самоврядування — Великомихайлівської сільської ради.
12 червня 2020 року, відповідно до розпорядження Кабінету Міністрів України № 709-р від «Про визначення адміністративних центрів та затвердження територій територіальних громад Дніпропетровської області», увійшло до складу Великомихайлівської сільської громади.
19 липня 2020 року, в результаті адміністративно-територіальної реформи та ліквідації Покровського району, село увійшло до складу новоутвореного Синельниківського району.

## Населення

### Мова
Розподіл населення за рідною мовою за даними перепису 2001 року:
| Мова            | Кількість | Відсоток |
| --------------- | --------- | -------- |
| українська      | 17        | 94.44%   |
| інші/не вказали | 1         | 5.56%    |
| Усього          | 18        | 100%     |